# Can Temel
Can Temel, né le 1 octobre 1991, est un rameur allemand.

## Palmarès

### Championnats du monde
| Discipline | Chungju 2013 Corée du Sud | Amsterdam 2014 Pays-Bas | Aiguebelette 2015 France |
| ---------- | ------------------------- | ----------------------- | ------------------------ |
| Huit, pl   |                           | Or                      | Or                       |

### Championnats d'Europe
| Discipline | Séville 2013 Espagne | Belgrade 2014 Serbie | Poznań 2015 Pologne |
| ---------- | -------------------- | -------------------- | ------------------- |
| Huit, pl   |                      |                      |                     |